# 1527 en arts plastiques
| Années des arts plastiques : 1524 - 1525 - 1526 - 1527 - 1528 - 1529 - 1530    |
| Décennies des arts plastiques : 1490 - 1500 - 1510 - 1520 - 1530 - 1540 - 1550 |

Cette page concerne l'année 1527 en arts plastiques.

## Œuvres

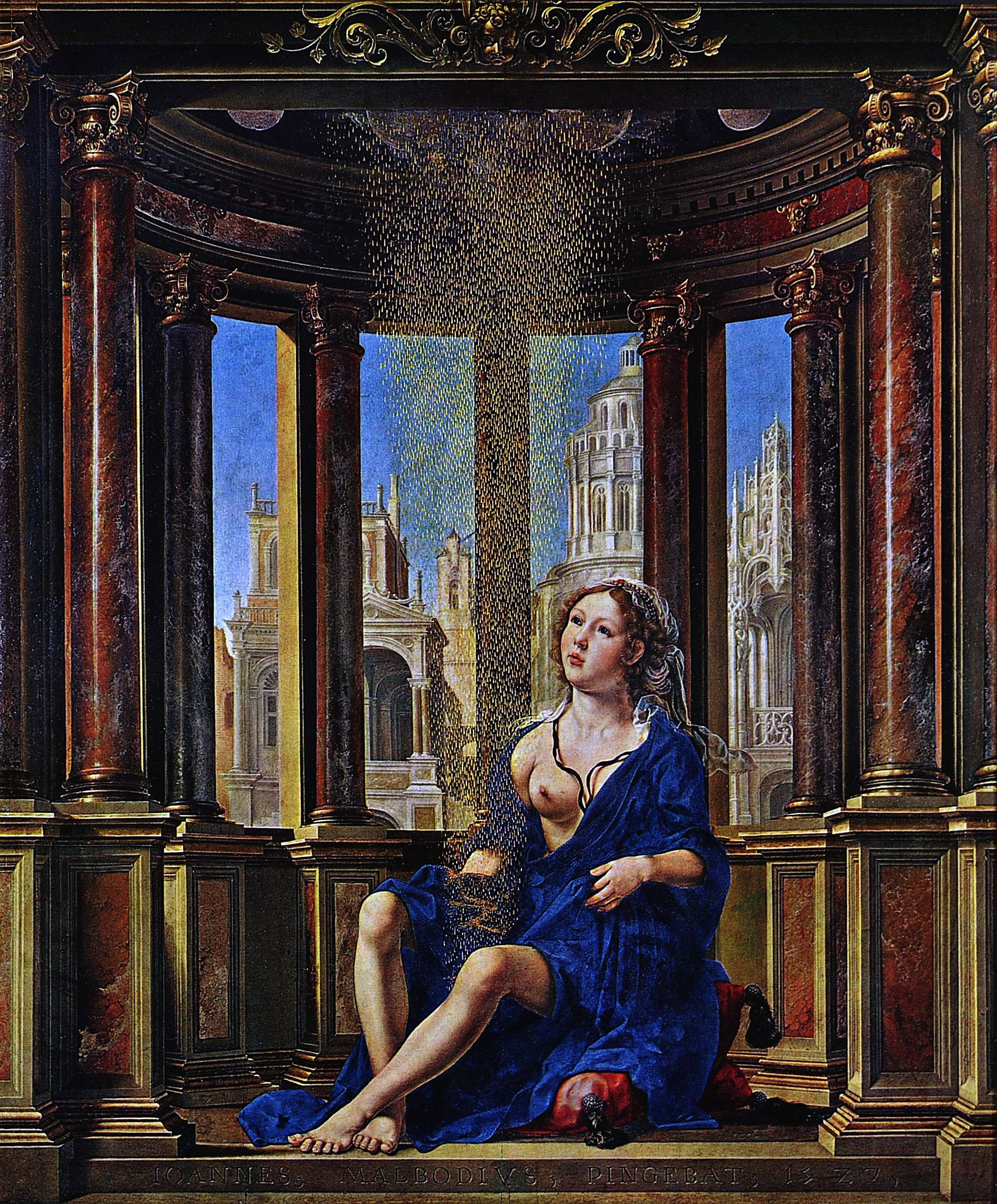
Danae, de Jan Gossaert.

- 1525-1530 : Tête du Christ, huile sur panneau du Corrège.

## Naissances
- ? :
  - Luca Cambiaso,  peintre italien se rattachant à l'école génoise († 1585).
  - Jacob de Punder, peintre flamand  († vers 1570),
  - Pellegrino Tibaldi, architecte et peintre italien appartenant à l'école lombarde († 1595),
- Vers 1527 : 
  - Giuseppe Arcimboldo, peintre italien († 11 juillet 1593),
  - Pieter Balten, peintre, buriniste et aquafortiste flamand († 1584),
  - Martin van Cleve, peintre  flamand de scènes religieuses et de scènes de genre († 1581),
  - Hans Vredeman de Vries, peintre et architecte flamand († entre 1604 et 1609),
- 1526 ou 1527 :
- Melchior Lorck, peintre et graveur d'origine dano-germanique († après 1583).

## Décès
- 27 septembre : Domenico Puligo, peintre italien (° 1492),
- ? :
  - Lorenzo Allegri, peintre italien (° ?),
  - Giovanni del Sega, peintre italien (° vers 1450),
  - Zhu Yunming, peintre chinois (° 1461).